# Karkujärvi
Karkujärvi är en sjö i Gällivare kommun i Lappland och ingår i Kalixälvens huvudavrinningsområde. Sjön har en area på 0,0508 kvadratkilometer och ligger 356,1 meter över havet.

## Delavrinningsområde
Karkujärvi ingår i det delavrinningsområde (742871-173488) som SMHI kallar för Mynnar i Tvärån. Medelhöjden är 375 meter över havet och ytan är 13,24 kvadratkilometer. Räknas de 2 avrinningsområdena uppströms in blir den ackumulerade arean 23,48 kvadratkilometer. Lainisjoki som avvattnar avrinningsområdet har biflödesordning 4, vilket innebär att vattnet flödar genom totalt 4 vattendrag innan det når havet efter 198 kilometer. Avrinningsområdet består mestadels av skog (65 procent) och sankmarker (33 procent). Avrinningsområdet har 0,11 kvadratkilometer vattenytor vilket ger det en sjöprocent på 0,9 procent.